# 海上交通安全法
海上交通安全法（かいじょうこうつうあんぜんほう、昭和47年7月3日法律第115号）は、船舶交通が輻輳(ふくそう)する海域における船舶交通について、特別の交通方法を定めるとともに、その危険を防止するための規制を行なうことにより、船舶交通の安全を図ることに関する日本の法律である。
1972年7月3日に公布された。
第3条では、航路優先の原則等、海上交通安全法と海上衝突予防法が矛盾する部分は、海上衝突予防法を適用しない旨が定められており、実際に第十雄洋丸事件の海難審判において、海上交通安全法が海上衝突予防法に優先する旨の裁決が下されている。

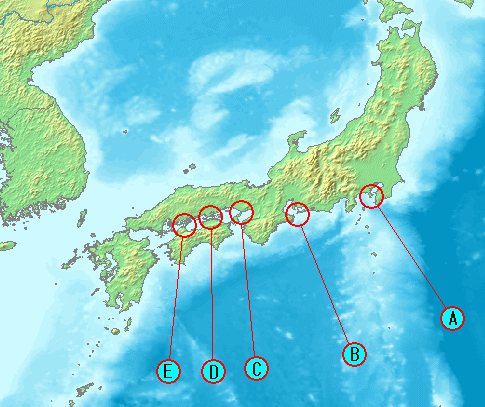
海上交通安全法の指定する航路の概略地図
A:浦賀水道航路、中ノ瀬航路
B:伊良湖水道航路
C:明石海峡航路
D:備讃瀬戸各航路
E:来島海峡航路

## 構成
- 第1章 - 総則（第1条~第2条）
- 第2章 - 交通方法 
  - 第1節 - 航路における一般的航法（第3条~第10条）
  - 第2節 - 航路ごとの航法（第11条~第21条）各航路についての内容は海上交通安全法別表に掲げる航路参照。
  - 第3節 - 特殊な船舶の航路における交通方法の特則（第22条~第24条）
  - 第4節 - 狭い水道における航法（第25条）
  - 第5節 - 危険防止のための交通制限等（第26条）
  - 第6節 - 灯火等（第27条~第29条）
- 第3章 - 危険の防止（第30条~第33条）
- 第4章 - 雑則（第34条~第39条）
- 第5章 - 罰則（第40条~第43条）